# Гафса (город)
Га́фса (во времена античности Капса) — город в Тунисе. Центр одноимённого вилайета, расположенного в центральной части страны.
Оазис Капса был одним из последним пристанищ для остатков христианского романоязычного населения после начала арабских завоеваний. По свидетельству арабского путешественника и историографа Ал-Идриси, население Капсы в XII веке было преимущественно романоязычным.

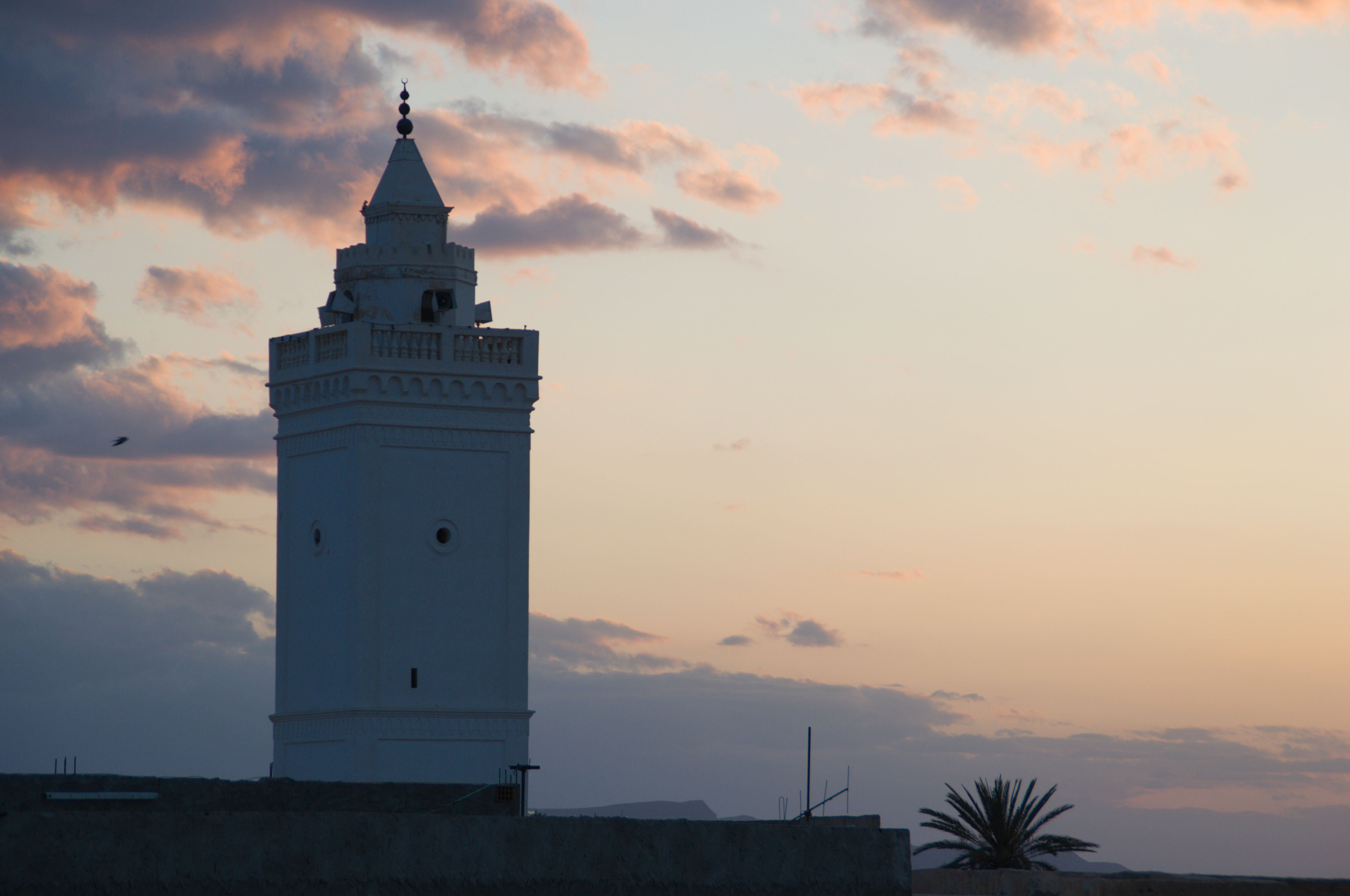
Минарет в г. Гафса

По стоянке у города Капса названа эпипалеолитическая капсийская культура.

## Известные уроженцы
Беннасер, Камель - государственный деятель